# Zenó
|  | Per a altres significats, vegeu «Zenó (desambiguació)». |

Zenó (llatí: Zeno; grec medieval: Ζήνων, Zínon; nascut cap al 425 i mort el 9 d'abril del 491), conegut originalment amb el nom de Tarasikodisa, fou emperador romà d'Orient entre el 474 i el 475 i de nou entre el 476 i el 491. Zenó, que pels seus orígens isàurics era considerat gairebé un bàrbar pel poble de Constantinoble, començà la seva carrera militar a la guàrdia imperial i ràpidament obtingué el favor de Lleó I, que confià en ell per reduir la influència del poderós general germànic Aspar.
Es casà amb Ariadna, filla gran de Lleó, amb qui tingué un fill. Col·laborà amb el seu sogre en el complot que els permeté eliminar Aspar. Una vegada mort Lleó I, Zenó fou regent del seu propi fill, que accedí al tron amb el nom de Lleó II, seguidament coemperador i, després de la mort del nen el 474, emperador únic.
Fou deposat amb prou feines un any més tard per la rebel·lió de Basilisc, germà de la seva sogra Verina. Zenó recuperà el tron el 476 i l'ocupà fins a la seva mort després de sufocar les revoltes de Marcià (479), Il·los (484-488) i els samaritans (484-489). Hagué de gestionar els gots, alguns dels quals passaren a servir l'imperi, mentre que d'altres s'hi enfrontaren com a enemics. En l'àmbit religiós, és conegut per l'Henòtic, instrument que promulgà en un intent de resoldre la controvèrsia monofisita.

## Procedència
Tarasis, nom original de Zenó, havia nascut a Rusumblada (Isàuria), ciutat que més endavant es va anomenar Zenonòpolis en honor de l'emperador i actualment es diu Isnebol. El seu pare es deia Kodisa, la seva mare Lallis, el seu germà Longí. Tarasis tenia una esposa anomenada Arcàdia, un nom que indica lligam amb l'aristocràcia de Constantinoble, la qual va tenir una estàtua erigida a prop dels Banys d'Arcadi, al costat de l'escala que duia a la part alta de la ciutat. Els isauris eren habitants de les muntanyes del Taure i estaven mal considerats a Constantinoble, pitjor que els anomenats bàrbars tot i que els isauris eren cristians i els bàrbars no.

## Matrimoni amb la princesa Ariadna
Sembla que va rebre la mà de la princesa perquè Lleó es volia assegurar el suport dels isauris contra el ministre Flavi Ardabur Aspar, el que indicaria que tenia molta influència entre els seus compatriotes, i llavors va canviar el seu nom pel de Zenó. En casar-se fou nomenat patrici per l'emperador i comandant de la guàrdia imperial i de l'exèrcit de la frontera oriental; el 469 fou nomenat cònsol amb Marcià. Zenó donava suport al monjo Pere Ful·ló que havia estat expulsat del monestir d'Acoemetae per immoralitat i heretgia, i que per influència del gendre de l'emperador va poder arribar a patriarca d'Antioquia després de l'abdicació del patriarca Martiri. L'emperador però, a petició del patriarca Gennadi I de Constantinoble, el va deposar i va nomenar al seu lloc Julià, que reunia millors suports i Pere fou desterrat a un oasi d'Egipte del qual es va poder escapar i es va refugiar al monestir d'Acoemetae, on va restar fins al 475 (quan es va produir la revolta de Basilisc contra Zenó).
Zenó fou enviat a Tràcia per fer campanya contra els bàrbars i allà va estar a punt de ser assassinat per emissaris d'Aspar. A la seva tornada va convèncer Lleó de desfer-se d'Aspar cosa que es va produir el 471.
Lleó no tenia cap fill mascle i va anunciar que designaria Zenó com a successor però això va provocar tumults a Constantinoble, ja que els grecs s'hi oposaven per ser isauri i a més per les seves idees religioses monofisites. Per tant, Lleó es va fer enrere i va nomenar successor Lleó, fill de Zenó i Ariadna (473).

## Regència de Lleó II
El 3 de febrer del 474 va morir Lleó i el seu net el va succeir (Lleó II) però, en ser menor d'edat, la regència va quedar en mans de Zenó i amb el poder efectiu a les seves mans aviat va adquirir també el títol; amb el suport de l'emperadriu vídua Verina, fou declarat emperador pel senat i el seu propi fill el va coronar; el fill però mantenia una nominal preferència i en les lleis promulgades el 474 el nom de Lleó II encara precedia el de Zenó; la mort del jove Lleó a final de l'any (probablement per causes naturals) va deixar a Zenó com a sobirà únic.

## Rebel·lió de Basilisc
El 475 fou expulsat de Constantinoble per la rebel·lió de Basilisc, germà de Verina. Zenó i Ariadna es van refugiar a Isàuria. Basilisc va enviar contra Zenó dos alts oficials isauris, Il·los i Trocundes que van derrotar Zenó el juliol del 476; però Basilisc era més impopular encara que Zenó i aquest va aconseguir que Il·los canviés de bàndol. Junts van avançar cap a Constantinoble i van rebre suport del got Teodoric el Gran, successor del seu pare Teodemir com a rei dels ostrogots. L'agost del 476 el senat va obrir les portes de Constantinoble permetent a Zenó assumir el tron. Basilisc va fugir i es va acollir a sagrat dins d'una església, però va ser traït pel patriarca Acaci i es va lliurar a Zenó sota la promesa solemne de no a vessar la seva sang ni la de la seva família. Basilisc i la seva família van ser enviats a una fortalesa a Capadòcia, on Zenó els va tancar en una cisterna buida, on van morir sense vessament de sang.
Zenó va establir un pacte amb Armat, nebot de Basilisc, que es trobava a prop de Nicea amb un fort contingent de tropes. Armat va entrar a Constantinoble sense oposició i d'acord amb el pacte fou nomenat comandant en cap de l'exèrcit vitalici (magister militum praesentalis) i el seu fill, Basilisc, nomenat cèsar (hereu) a Nicea, canviant-se el nom per Lleó. Sembla que Il·los va pressionar Zenó per desfer-se d'Armat i aquest fou assassinat cap a la fi de l'any 477 per un amic seu, un bàrbar de nom Onulf, que Armat havia fet comes i comandant a Il·líria; les propietats d'Armat foren confiscades; Basilisc fou privat del rang de cèsar i fou ordenat sacerdot (lector a l'església de Santa Maria de Blaquernes, a prop de la capital). Il·los va recuperar així una posició predominant a la cort.
Mentrestant, els vàndals de Genseric van signar la pau amb els romans el 476. La pau permetia pagar rescats a canvi dels ciutadans de l'imperi retinguts pels vàndals i va posar fi a les persecucions de cristians ortodoxos establerts en territori vàndal.
El 478 Il·los fou cònsol únic. Teodoric Estrabó, un cap got fill de Triari, que havia estat al servei de Basilisc i a la seva caiguda s'havia establert a Tràcia, es va presentar davant Constantinoble amb un exèrcit i va saquejar la regió. Zenó va demanar ajut a l'altre Teodoric, fill de Teodemir, que va atacar el seu homònim però com que no va rebre subministraments de Zenó no va poder fer res més que acordar la pau. Zenó llavors va témer enfrontar-se als dos exèrcits gots i llavors va negociar un acord amb Teodoric fill de Triari que li va imposar humiliants condicions.

## Caiguda de l'Imperi d'Occident
El 472 va morir l'emperador d'Occident Olibri i fou proclamat successor Gliceri. L'emperador d'Orient Lleó I es va negar a donar suport a aquesta elecció i va escollir a Juli Nepot. Com que feia mal temps, Juli Nepot va esperar que passés l'hivern per anar a Constantinoble i ser confirmat com a coemperador, però llavors es va trobar que Lleó I havia mort i al seu lloc estava Zenó. L'agost del 475, mentre Zenó estava bloquejat per l'exèrcit d'Il·los, el magister militum Flavi Orestes es va revoltar i va proclamar emperador el seu fill Ròmul Augústul; Juli Nepot es va veure obligat a tornar a Itàlia. Juli Nepot va escriure una carta a Zenó demanant-li diners i suport militar per fer fora els usurpadors; Zenó no tan sols no va enviar diners sinó que va confiar el govern d'Itàlia al got Odoacre. Odoacre va reconèixer Zenó com a únic emperador al mateix temps que s'apropiava el títol de rex per a ell.

## La revolta de Marcià
El 479 va esclatar una nova revolta dirigida per Marcià, net de l'emperador d'aquest nom i fill de Procopi Antemi, antic emperador d'Occident, el qual estava casat amb Leòncia, filla de l'emperador Lleó I i germana d'Ariadna, la dona de Zenó. Revoltat a Constantinoble, un partit important li va donar suport, i Zenó fou derrotat i assetjat a palau; però a la nit Il·los va poder subornar les forces revoltades i llavors fou Marcià el qui va haver de fugir i va quedar assetjat a una església; fou obligat a prendre els hàbits i enviat a un monestir a Capadòcia.
Quan Teodoric Estrabó es va assabentar de la revolta es va dirigir cap a Constantinoble amb el pretext de donar suport al seu aliat Zenó, en realitat esperant conquerir la ciutat sense lluita; però a canvi d'una quantitat de diners fou convençut de retirar-se. La guerra contra Teodoric el Gran va continuar; la va dirigir el general Sabinià que va aconseguir alguns avantatges sobre els ostrogots. El 481 va esclatar una nova guerra contra Teodoric Estrabó, que va atacar Constantinoble al capdavant d'un gran exèrcit, però va morir accidentalment per la seva pròpia llança quan muntava a un nou cavall, el seu fill i hereu Recítac no va poder mantenir la cohesió del gran exèrcit que es va dissoldre. Recítac fou assassinat per Teodoric poc després (483) que es va erigir com a únic rei dels ostrogots. Lliurat d'un Teodoric, Zenó va comprar la pau a l'altre, el mateix 483, al qui va conferir els més grans honors; el 484 Teodoric fou cònsol.

## Política religiosa
A Zenó li preocupava que les qüestions religioses poguessin dividir l'imperi i el 482 va publicar el famós Henòtic, un document que intentava reconciliar diferències. El document era ambigu deliberadament, condemnava el monofisisme d'Eutiqui, però no donava suport al Concili de Calcedònia que ja l'havia condemnat. El patriarca Acaci el va subscriure i l'emperador va demanar que tots els bisbes el signessin, però no va aconseguir que ho fes el patriarca d'Antioquia i altres de Calcedònia. Il·los va aprofitar el descontentament sobre l'Henòtic, per aconseguir gent per al seu propòsit: enderrocar Zenó.

## La revolta d'Il·los
El 484 va esclatar la revolta d'Il·los, revolta de llarga durada. L'emperadriu mare, Verina, i la seva filla Ariadna, s'havien enemistat amb Il·los i la segona va planejar matar-lo com abans havia intentat la seva mare. Ariadna va utilitzar un assassí a sou que va fracassar però va tallar una orella d'Il·los (483); se sospita que Zenó estava al corrent de l'intent d'assassinat però com que l'assassí fou agafat immediatament no va poder impedir la seva execució.
Després d'això Il·los es va retirar a Nicea amb el seu amic Pamprepi. Després, al·legant que necessitava aires purs per la seva ferida, se'n va anar a l'est i allí fou nomenat per l'emperador, general de les forces orientals amb facultat de nomenar els oficials provincials. Entre els principals nomenaments estaven el general Marsos, un oficial isauri (que era el qui havia presentat Pamprepi a Il·los) i el patrici sirià Lleonci, que l'havien acompanyat a l'est, i segurament també el seu germà Trocundes.
Il·los no va tardar a revoltar-se i va proclamar el sirià Lleonci com a emperador per raó de la seva dignitat de patrici i el seu prestigi a l'exèrcit. Va derrotar l'exèrcit de Zenó a Antioquia i va aconseguir el suport dels isauris, amb els quals es va apoderar de la fortalesa de Papurios on va trobar Verina, la va alliberar i la va obligar a coronar Lleonci a Tars. Verina també va haver d'enviar una carta als oficials imperials a Antioquia, Egipte i Orient que els demanava que s'unissin a Il·los. Seguidament Verina fou tancada altre cop a Papurios on poc després va morir.
Zenó va enviar contra els rebels un exèrcit reclutat entre macedonis i «escites» (probablement ostrogots) dirigit per Joan el Geperut (o Joan l'Escita) i per Teodoric el Gran, que en aquest moment era cònsol. Aquest exèrcit, sota la direcció de Joan, va derrotar els rebels a prop de Selèucia d'Isàuria i va obligar els rebels a refugiar-se a la fortalesa de Papurios, on van quedar assetjats.
Trocundes va intentar escapar i reunir forces però fou capturat i executat. Il·los i Lleonci no van saber aquesta mort i encoratjats per Pamprepi, que en les seves visions del futur assegurava que Trocundes tornaria i que guanyarien, van resistir més de tres anys però en el quart any es va saber la mort de Trocundes i Il·los va fer matar Pamprepi per falsari. Una mica després, per una traïció del cunyat de Trocundes, enviat des de Constantinoble per Zenó, la fortalesa fou ocupada i Il·los i Lleonci capturats i decapitats (488) i els seus caps enviats a l'emperador.

## Darrers anys
El 487 la guerra amb Teodoric el Gran s'havia reprès a causa d'un malentès i el got va atacar Constantinoble. Zenó li va donar permís per anar a Itàlia i expulsar Odoacre, i el rei ostrogot va acceptar.
Zenó va morir l'abril del 491, després de 17 anys de regnat. No va deixar fills i fou succeït per Anastasi un oficial de la guàrdia imperial (silentiarus) que es va casar amb la reina vídua Ariadna.

## Matrimonis i descendència
Amb la primera esposa, Arcàdia, va tenir dues filles, Hilària i Teopista, que es van fer monges.
En el segon matrimoni, amb la princesa Ariadna, va tenir un sol fill, Lleó, que el va precedir en la successió i va morir amb set anys.